# Zámecký mlýn (Žďár nad Sázavou)
Zámecký mlýn ve Žďáru nad Sázavou je vodní mlýn, který stojí v areálu zámku mezi Konventským a Bránským rybníkem na Stržském potoce. Spolu se zámkem je chráněn jako nemovitá kulturní památka České republiky.

## Historie
Mlýn stojí na místě železného hamru, vybudovaného v roce 1614. Ten byl roku 1650 přeměněn na klášterní papírnu, poháněnou náhonem z Bránského rybníka. V roce 1782 byla papírna odprodána soukromému majiteli, jehož potomci ji v roce 1860 přestavěli na parní mlýn.
Po požáru roku 1893 zůstala jen pila; vše pak v roce 1901 odkoupil žďárský velkostatek. V rámci pozemkové reformy byl roku 1921 areál zabrán státem, ale po odvolání byl zábor zrušen. K roku 1930 je uváděna jako majitelka pily Eleonora Kinská, která ji pronajímala. V posledním roce 2. světové války pila po zásahu bomby vyhořela a o tři roky později byla zrušena a sloužila jako sklad dřeva. Po roce 1989 se areál vrátil při restituci rodině Kinských, která dala obytné stavení bývalého mlýna zbořit.

## Popis
Patrová budova mlýna má částečně dochované zařízení, včetně torza mlýnského kola.
Voda na vodní kolo vedla po severní straně objektu náhonem, který spojuje oba rybníky. Dochovalo se torzo obyčejného složení. V letech 1860–1893 je uváděn parní mlýn a pila, roku 1893 pouze parní pila a v roce 1930 parní pila, řezačka a štípačka dřeva. K roku 1930 měl mlýn tři kola na svrchní vodu (1. hltnost 0,185 m³/s, spád 3,3 m, výkon 4 HP; 2. hltnost 2,2 m³/s, spád 4 m, výkon 7,62 HP; 3. hltnost 0,077 m³/s, spád 3 m, výkon 2 HP; zanikly).